# Herwig Hofmann
Herwig Christian Hellmut Hofmann (* 20. Dezember 1969) ist ein luxemburgisch-deutscher Rechtswissenschaftler.

## Leben
Hofmann ist Absolvent der Universitäten Oxford (MJur) und Hamburg (Dr. iur.). 2004 wurde er als erster Professor für Rechtswissenschaften auf die Professur für europäisches und transnationales öffentliches Recht an der im Jahr 2003 gegründeten Universität Luxemburg berufen. Er war zuvor Dozent an der School of Law des Trinity College Dublin.
Neben seiner akademischen Arbeit ist Hofmann auch für seine Prozessvertretung vor dem EuGH, insbesondere in den „Schrems Fällen“ bekannt.
Er ist Mitbegründer und Koordinator des Research Network of European Administrative Law.

## Schriften (Auswahl)
- Normenhierarchien im europäischen Gemeinschaftsrecht. Berlin 2000, ISBN 3-428-09916-8.
- mit Gerard C. Rowe und Alexander H. Türk: Administrative law and policy of the European Union. Oxford 2011, ISBN 978-0-19-928648-5.
- mit Claire Micheau (Hg.): State aid law of the European Union. Oxford 2016, ISBN 978-0-19-872746-0.
- mit Jaques Ziller (Hg.): Accountability in the EU. The role of the European Ombudsman. Cheltenham 2017, ISBN 978-1-78536-730-4.